# Idy
Idy est un important fonctionnaire dans l'Égypte antique de la VIIIe dynastie, connu par plusieurs sources. Il a vécu au début de la Première Période intermédiaire et est le fils du vizir Shemay et de la « fille aînée du roi » Nebet ainsi que frère d'un prêtre de Min anonyme.

## Attestations
Idy est connu par plusieurs attestations :
- des décrets retrouvés à Coptos où il est mentionné avec ses parents et son frère anonyme et datés des règnes de l'Horus Khâ... (probablement Néferkaourê), Néferkaouhor et Ouadjkarê[1],
- la tombe de son père Shemay à Kom el-Momanien, à un kilomètre au sud de Coptos[2],
- une, peut-être deux inscriptions rupestres au Ouadi Hammamat (nos 149 et 152) sur lesquelles est également mentionné Tjaout-iqer[3],
- peut-être une statue à Bruxelles (no E.4355)[4].

### Décrets de Coptos
Idy apparaît sur de nombreux décrets royaux trouvés à Coptos où il porte des titres auparavant détenus par son propre père Shemay, :
- dans le décret G, daté l'Horus Khâ... (probablement Néferkaourê) et adressé au « directeur du Sud » Shemay, lenomarque du nome de Coptos est un certain Idy qui est probablement identique au fils de Shemay,
- dans les décrets M à Q, datés tous du règne l'an 1, deuxième mois de Peret, vingtième jour du règne de Néferkaouhor, Idy et son frère prennent des fonctions autrefois détenues par leur père Shemay qui a pour sa part été promu vizir : si les fonctions de son frère sont associées au temple de Min de Coptos[7],[8], Idy devient « directeur du Sud » et prend en charge les sept nomes méridionaux[9],[8],
- enfin, dans le décret R, daté du règne d'Ouadjkarê, Idy est cette fois vizir : par ce décret, le roi protège les statues et le culte funéraire d'Idy[10],[8].

### Tombe de Shemay
Idy est également connu par des inscriptions dans la tombe de son père Shemay. Une première inscription rapporte qu'Idy a trouvé la chapelle de son père en ruines et l'a reconstruite. Une seconde inscription rapporte que le roi Pépy Néferirkarê II (ce dernier nom est partiellement détruit), envoyait quelqu'un lui apporter un sarcophage et des pierres pour la tombe de son père. Le nom d'Idy n'est pas conservé, mais peut être reconstitué. L'expédition du sarcophage est également représentée sur un mur de la tombe de Shemay. Ici est également mentionné le fonctionnaire local et le fils aîné du roi, Ouser.

### Inscriptions du Ouadi Hammamat
Il existe également une inscription rupestre provenant de l'oued Hammamat (no 149) qui appartient très probablement à Idy. Il y porte les titres de « trésorier du roi de Basse-Égypte », « ami unique », « contrôleur des prêtres », « détenteur du secret du trésor du Dieu ». L'inscription mentionne également le surveillant de la Haute-Égypte Tjaout-iqer et rapporte l'apport de pierres, :

« Le quatrième mois de Chémou, le troisième jour, venue du trésorier du roi de Basse-Égypte, l'ami unique, le contrôleur des prêtres, le détenteur du secret du trésor du Dieu, Idy, pour faire descendre de la pierre pour l'aimé du dieu, le prince héréditaire, le prêtre-lecteur, l'ami unique, le directeur du Sud et directeur des prêtres de Min, Tjaout-iqer. J'ai extrait pour lui deux blocs chacun (mesurant) 10 coudées de long sur 8 coudées de large. »

Une seconde inscrition (no 152) mentionne également Tjaout-iqer ainsi qu'un certain Idy, « ami unique » et « directeur du gros bétail » ; il pourrait s'agir de la même personne à un stade antérieur de sa carrière :

« L'année de la première fois (du compte), le troisième mois de  Chémou, le deuxième jour, venue de l'ami unique, le directeur du gros bétail, Idy, pour faire descendre de la pierre pour l'aimé du dieu, le prince héréditaire, le prêtre-lecteur, l'ami unique, le directeur du Sud et directeur des prêtres de Min, Tjaout-iqer. J'ai extrait pour lui un bloc de 12 coudées avec 200 hommes et 2 taureaux ; 50 chèvres et 5 pots remplis de graisse animale ont été amenés pour moi. »

### Statue de Bruxelles
Il existe également une statue à Bruxelles (no E.4355) qui pourrait appartenir à Idy. Il y porte les titres de « père du Dieu », de « bien-aimé du Dieu » et de « prince héréditaire » (iry-pat).